# Šterusy
Šterusy (Hongaars:Cseterőc) is een Slowaakse gemeente in de regio Trnava, en maakt deel uit van het district Piešťany.
Šterusy telt 515 inwoners.